# Курт Уббен
Курт «Куддель» Уббен (нім. Kurt «Kuddel» Ubben; 18 листопада 1911, Дорштадт, Німецька імперія — 27 квітня 1944, біля Фер-ан-Тарденуа, Франція) — німецький пілот-ас, майор люфтваффе (1 жовтня 1943). Кавалер Лицарського хреста Залізного хреста з дубовим листям.

## Біографія
В 1931 році поступив на службу в рейхсмаріне, в 1935 році переведений в люфтваффе. У складі 5-ї ескадрильї 186-ї винищувальної ескадри брав участь у Польській і Французькій кампаніях.
У червні 1940 року переведений до 2-ї групи 186-ї винищувальної групи (нім. Jagdggruppe 186) (з 5 липня 1940 року — 3-тя група 77-ї ескадри), що готувалася як група палубної авіації на авіаносець «Граф Цепелін». Учасник Норвезької кампанії. З 22 липня 1940 року — командир 8-ї ескадрильї своєї ескадри, на чолі якої брав участь у битві за Британію та Балканській кампанії. З червня 1941 року воював на радянсько-німецькому фронті.
З 5 вересня 1941 року — командир 3-ї групи 77-ї винищувальної ескадри. В кінці 1942 року переведений на Середземне море, в жовтні 1943 року — в Румунію. В жовтні-листопаді 1943 року виконував обов'язки командира 53-ї винищувальної ескадри.
З 10 березня 1943 року — командир 2-ї винищувальної ескадри, яка діяла у Франції. 27 квітня 1944 року його літак був збитий британським винищувачем. Уббен катапультувався, але його парашут через надто малу висоту не встиг до кінця розкритись і він загинув.
Всього за час бойових дій Уббен здійснив понад 500 бойових вильотів і збив 110 ворожих літаків, з них 90 — на німецько-радянському фронті.

## Нагороди
- Медаль «За вислугу років у Вермахті» 4-го класу (4 роки)
- Нагрудний знак пілота
- Залізний хрест
  - 2-го класу (10 травня 1940)
  - 1-го класу (серпень 1940)
- Почесний Кубок Люфтваффе
- Авіаційна планка Люфтваффе для денних винищувачів в золоті із підвіскою
- Лицарський хрест Залізного хреста з дубовим листям
  - Лицарський хрест (4 вересня 1941)
  - Дубове листя (№ 80; 12 березня 1942)
- Німецький хрест в золоті (9 грудня 1941)